# 東恩納盛男
東恩納 盛男（ひがおんな もりお、1938年12月25日 - ） は、日本の剛柔流空手家。国際沖縄剛柔流空手道連盟（International Okinawan Goju-ryu Karate-do Federation、IOGKF）の創設者かつ元主任指導者として沖縄空手の実務にも携わっている。剛柔流空手最高位の十段保持者。武道学者のドン・ドレーガー（1922年 - 1982年）はかつて「実戦において日本で最も危険な男」と表現したと伝えられている。

## 経歴
1938年12月25日、沖縄県那覇市生まれ   。14歳で父、その後友人の島袋常隆と一緒に少林流空手を学び始めた。1954年に島袋から学ぶことを勧められたのが剛柔流空手で、創設者宮城長順の庭の道場に一年通う。 ここで宮城の最年長の弟子、宮里栄一から教えられた。 ここでは剛柔流の最初の指導者として認められ、後輩を指導していた宮城安一にも出会う。宮里の後を追って1957年に開業した新順道館道場に行き、同年黒帯を手に入れる。
1960年、 拓殖大学に進学するため東京に移住。  その年の12月30日、沖縄空手道連盟の採点で最初の三段に昇進   彼は東京の代々木に開設される道場で教えるよう招待され、空手家（空手道場の開業）として生徒を魅了した   。彼は1966年4月に五段を授与され、1967年1月には免許皆伝を受け取る。
1967年4月、日本大学人文科学部の空手師範（教師）に就任。
1968年5月、YMCAからの招待を受け入れ、空手をテーマにした一連のデモンストレーションと講義を実施するために米国のスポケーンを訪れた。 出張は成功しスポーケン市長から米国での空手の普及に向けた高い評価を受け賞を受賞した。
1970年10月10日、WUKOが主催する最初の世界空手競技大会の特別デモで、剛柔流空手道を代表するよう招待された。 このイベントは日本の東京武道館で行われた。WUKOからデモンストレーションに対して特別感謝状を受け取る。
1972年にWUKOが主催する第3回世界空手大会に再び招待され もう一度、主催者から特別感謝状を受け取る。
1975年5月、フランス空手道協会の招待を受けて、若手開拓者と有段者（黒帯）開業を対象に、フランスでのティーチングツアーを実施。 1977年、フランス空手道協会からフランスでの指導に再び招待された。
1979年7月、イギリスのプールに国際沖縄剛柔流空手道連盟（IOGKF）を設立した   宮里栄一を経て当時七段となっていた。
1980年、米国の学生であるAlanna Stevensと結婚し、その息子のEricはその年の11月に生まれた。  家族はその後、東京で1985年から1987年まで、1981年5月から1985年5月に沖縄に住んでいた
1980年、日本政府は、メキシコ大統領の訪日を記念して開催された公式レセプションセレモニーで、特別演武を行うよう要請した。演武は東京の赤坂で行われた。
1982年、沖縄県那覇市の自宅に道場を設立。 彼の道場は「東恩納道場」の名で知られていた。 その後の数十年で、この道場は、IOGKFや他の学校や伝統的な沖縄の方法で訓練しようとする多くの上級黒帯メンバーの寄港地になる。
1981年7月、IOGKFは、那覇市の創立60周年とともに、那覇市の武道館で最初の世界武道大会を開催（近代の市政は1921年5月20日に設立されたが、港町としての那覇は中世から存在していた ）。
BBC（British Broadcasting Corporation）が1983年にドキュメンタリー「Way of The Warrior」を放送したとき、空手のエピソードは、剛柔流を特集し、彼のトレーニング方法と空手の概念に焦点を当てた。 プログラムは広く視聴され、非常に好評を得た。
1983年、中国の福建省/福建省で武道の開業と連絡を取り始めた。 福州の那覇手、剛柔流の歴史と起源をさらに研究するためであり、その結果1988年に福州で開催された最初の沖縄空手セミナーとデモンストレーションが行われ、その後数十年で沖縄と福州の間で行われる多くの将来の交流の道が開かれた。
1984年5月29日、八段と九段位を比嘉祐直から受け取る 。 比嘉が沖縄空手・古武道協会の会長を務める沖縄県沖縄空手・古武道連盟は、沖縄の空手組織や学校の多くが傘下に入った傘下の組織の1つ。その後、2008年に4つの傘下組織が合併し、沖縄伝統空手振興会が誕生した（ IOGKFは、このより大きな組織の著名なメンバー。 ） 
1987年9月、米国カリフォルニア州サンマルコスにIOGKF本部道場を設立。 今後数十年の間、IOGKFは北米で強い存在感を維持し続ける。
1987年9月、家族とともに南カリフォルニアに引っ越し、新しい道場を設立。  サンマルコスを拠点として  彼は、旧ソビエト連邦のように、研究、実践、 教育のために世界中を旅しながら、 武道祭の主催を始めた。  2004年、沖縄空手道・工武道百科事典委員会の委員を務めた。
1989年10月、IOGKFは米国サンティアゴで国際空手道大会を開催。 宮城安一が名誉ゲストとして大会を主宰。
1990年6月8日、国連本部でニューヨークで武道のデモを行うよう招待された。
1990年8月24日、第1回世界沖縄空手道・古武道まつりでマスターレベルの実演を行う。 沖縄空手・古武道協会（沖縄空手・古武道連盟）主催のイベントである。その後の数十年間、主催者に代わって祭典の期間中、セミナーや合宿セッションを実施することで、このイベントを引き続き支援していく。
1991年10月18日、IOGKFはアメリカのアーカンソー州で剛柔流空手技術セミナーと全米トーナメントを開催し、主席講師と講師を務めた。アーカンソー州知事のビル・クリントン（後にアメリカ合衆国大統領）から表彰された。 翌日、アーカンソー州フォート・スミス市長は、10月18日（IOGKFセミナーが開催された日）を「モリオ東恩納の日」に指定し、フォートスミス市の名誉市民とした。  
1992年2月、テキサス州知事は、米国テキサス州で空手を推進した功績を認められ、テキサス海軍提督の名誉称号を授与した。 1992年6月2日、米国の副大統領のオフィスとテキサス州の代表が共同でテキサス海軍提督の称号を贈呈した。
1995年、東恩納はクレムリン警備隊、警察、ロシア連邦の秘密警察の空手と非武装の戦闘指導者になった。
1998年、権威ある権威ある日本古武道協会は、沖縄の 剛柔流 を日本の古武道の一形態として認め、剛柔流 システムの代表主任として、協会内の代表組織としてIOGKFを任命した。
1999年7月、IOGKFはドイツのハンブルクで大成功を収めたEuropean Gassukuを開催。イベントの終わりに、ハンブルク市長はハンブルク市に代わって感謝状を贈った。
2000年2月、日本文武道協会会長と元日本文部科学大臣である塩川正十郎が、東恩納に沖縄剛柔流空手道の保存と振興に貢献した功績を認め、日本武道館で表彰された。
2001年3月31日、ベネズエラの大統領は、ベネズエラでの空手の紹介と開発の功績が認められ、ビセンテエミリオソージョ勲章（文化賞）を東恩納に贈呈。
2007年2月10日、東京九段会館大ホールにて、國際松濤館空手道連盟 館長 金澤弘和、国際常心門少林流空手道連盟 宗師範 池田奉秀と共に流派・団体を越え空手道を極めるために集まった三人の武人による合同解説演武会「空手武道ライブ」を開催。。
2007年6月22日、那覇市文化協会（那覇市文化協会）の会長は、彼の多大な貢献と沖縄の空手への多大な貢献に対して、東恩納を表彰した。
2009年、CBBCのショー「ハイカラテジャーニートゥジャパン」に出演。そこでは、英国から4人の子供とその親の1人が空手を学ぶために日本に行き、3週間で最初のランクの昇格を獲得。 
10月12日、モルドバのユーロアジアGasshuku期間中、モルドバの大統領であるニコラエ・ティモフティから、伝統的な空手とその価値を国に広め、モルドバとの友情を築く長年の貢献に対して特別賞を受賞。外国人が国内で受けられる最高の賞。
2012年7月、沖縄でIOGKF世界武道祭。東恩納は、IOGKFインターナショナルの主任講師を辞任した。その後、後継者である中村哲二（現在は連邦のチーフインストラクター兼会長）が後任に就任し、世界副学長であるアーニー・モリニューとヘンリク・ラーセンに支えられた。
東恩納の最長のトレーニングと弟子は、世界で最高の剛柔流インストラクターで、おもに師範の中村哲二、アーニー・モリニュー、ヘンリック・ラーセン、バッキーズ・ラウブシャー、寺内一夫ら。これらの師範は、2012年にIOGKF実行委員会または顧問に昇進した。
2013年5月8日、沖縄県は彼を沖縄の文化と歴史への貢献として沖縄の無形文化財として表彰し称号を贈呈。このような称号は、武道に対して個人が受け取ることができる最高の称号であり、日本の近代史における少数のグランドマスターにのみ授与されている。
現在日本に住んでおり、故郷の沖縄、那覇の壺屋で、空手で活動を続けている  